# Der Satan lockt mit Liebe
Der Satan lockt mit Liebe ist ein deutsches Kriminalmelodram mit starken Film-noir-Elementen aus dem Jahre 1960. Unter der Regie von Rudolf Jugert spielt Belinda Lee eine Frau zwischen zwei Männern, einem rücksichtslosen Schurken (Ivan Desny) und einem schwärmerisch-naiven Verliebten (Joachim Hansen).

## Handlung
Irgendwo in Frankreich. Der Verbrecher Carlos ist aus dem Gefängnis ausgebrochen und entkommt in einen Zug, der ihn in eine Hafenstadt bringt. In dem Abteil, in dem er sich niederlässt, sitzt der junge Robert, ein einfacher, klar strukturierter, kleiner Bankangestellter, der davon träumt, seinem langweiligen Leben Adieu zu sagen und etwas völlig Neues zu wagen. Sein Traum: er möchte ferne Länder bereisen, und sein Schiff nach Südamerika wartet bereits im Zielhafen. Robert reist mit einer beträchtlichen Geldsumme, wie der interessierte Gangster sofort mitbekommt, denn seine aus dem Jackett hervorlugende Brieftasche ist mit Banknoten prall gefüllt. Carlos überlegt kurz, ob und wie er den ihm gegenübersitzenden Einfaltspinsel ausnehmen könnte, verwirft aber rasch diesen Plan. Am Ziel der Bahnfahrt angekommen, trennen sich beide Männer zunächst, doch verabredet man sich zuvor zu einem mitternächtlichen Treff in der „Colibri-Bar“. Carlos spekuliert weiterhin darauf, in einem günstigeren Moment als bisher Robert das Geld abnehmen zu können, da ihn seine Flucht sicherlich noch eine große Summe kosten werde. Am Bahnhof ist bereits die Polizei präsent, denn man durchsucht die Züge nach dem Flüchtigen. Carlos kann, obwohl ihn ein Streifschuss am rechten Arm verletzt, der Staatsmacht entweichen, indem er sich ein Kleinkind als Geisel und möglichen Kugelfang greift. Er versteckt sich im Hafen auf einem Schiff, der „Lolita“, die ihn bis nach Australien bringen soll. Kapitän des Frachters ist ein gewisser Philipp, den Carlos von früher her kennt und der dem Verbrecher noch einen Gefallen schuldig ist.
In der Zwischenzeit hat es zu regnen angefangen, und Robert mit der dicken Brieftasche irrt ein wenig ziellos durch die nächtlichen Straßen der abgerissenen Hafenstadt. Per Zufall trifft auf die schöne, katzenhafte Evelyn, mit der er sich ein Taxi teilt. Der junge Mann ist von Anbeginn hin und weg, als er die junge Frau sieht, und schmachtet sie unverblümt an. Als sich die beiden jungen Leute während einer Reifenpanne in einem abgerissen-schäbigen Kiosk unterstellen, hat Robert bereits wild sprießende Zukunftspläne entworfen, in denen er Evelyn stets an seiner Seite wähnt. Er weiß nicht, dass Evelyn eine Gangsterbraut ist und dass sie ausgerechnet die Geliebte seiner Zugbekanntschaft, des flüchtigen Verbrechers Carlos, ist. Evelyn ist ein abgebrühtes und desillusioniertes Mädchen, das von der Härte des Lebens gezeichnet ist und mit Kopfschütteln und Unverständnis auf die schwärmerische Romantik des naiven Robert reagiert. Sie bemüht sich redlich, Robert in seinen Zukunftsplänen, die in ihren Augen keinerlei Realitätssinn aufweisen, zu bremsen. Am Hafen angekommen, trennen sich die beiden, und Evelyn geht wie verabredet an Bord der „Lolita“, um dort Carlos zu treffen. Kapitän Philipp und sie kennen sich gleichfalls recht gut. Er mag das Mädchen mit dem schlechten Umgang irgendwie.
Mitglieder der Schiffsbesatzung haben derweil mitbekommen, dass sich ein mysteriöser Gast an Bord begeben hat und kapieren auch sehr schnell, dass dieser Mann etwas auf dem Kerbholz haben muss. Unter der Führung des Chinesen Li Fang versuchen sie daraufhin, Carlos und den Kapitän zu erpressen: Für 20.000 US-Dollar wolle man den Mund halten, sonst gedenken die Seeleute, der Polizei einen Hinweis zukommen zu lassen. Carlos, der Robert und die Verabredung in der „Colibri-Bar“ fast wieder vergessen hatte, fällt in dieser Zwangslage sofort seine Reisebekanntschaft ein. Auch ist dessen prall gefüllte Brieftasche angesichts der im Raum stehenden Erpressung durch die Schiffsmannschaft interessanter als je zuvor. Der Gangster schickt daraufhin Evelyn, die zufälligerweise Sängerin in besagter Bar ist, zu ihrem Arbeitsplatz zurück. Sie solle gegen Mitternacht nach Robert Ausschau halten, ihn nach ihrem Auftritt verführen und ihn der Barschaft berauben. Evelyn will dies eigentlich nicht, zumal Carlos sie wie sein Eigentum behandelt, lässt sich aber schließlich doch breitschlagen. Sowohl Carlos als auch Evelyn wissen zu diesem Zeitpunkt nicht, dass der (die) jeweils andere Robert bereits kennen gelernt hat. Robert ist pünktlich in der Spelunke und schmilzt förmlich dahin, als Evelyn sie mit ihrem erotisch-dunklen Timbre wunschgemäß gesanglich anschmachtet. Nach ihrer Vorstellung sucht er die schöne Sirene in ihrer Garderobe auf, um ihr erneut seine Liebe zu gestehen und um sie zu bitten, ihn auf seiner Reise rund um die Welt zu begleiten. Für Evelyn ist Robert jedoch nur der nette Junge aus dem Taxi, da sie noch immer nicht weiß, dass es genau jener Typ ist, den zu bestehlen sie von Carlos beauftragt wurde. Schließlich erkennt sie ihn an dem Ring, den ihr Carlos beschrieben hat, und nimmt ihn mit zu sich in ihre Wohnung.
Evelyn beginnt allmählich die krassen Unterschiede in den Wesenszügen von Robert und Carlos zu erkennen. Roberts Aufrichtigkeit, seine Offenheit und seine Begeisterungsfähigkeit stehen im drastischen Gegensatz zu der eiskalten Abgezocktheit, Skrupellosigkeit und Brutalität, die den Charakter von Carlos ausmachen. Und so sehr sie noch immer an Carlos’ Lippen hängt und ihm helfen will zu entkommen, so berührt sie doch das nahezu engelsgleiche Wesen der jugendlichen Unschuld Robert. Wäre es tatsächlich so abwegig, mit diesem Jungen auf die Reise in die große, weite Welt zu gehen?, fragt sich die Barsängerin insgeheim. Was hat ihr der Andere schon zu bieten, der sie sogar dazu verleiten will, mit dem reichen, jungen Mann zu schlafen, nur um an dessen Geld heranzukommen? Der Moment des Innehaltens und Infragestellens währt nicht lange. Nach dem Sex schläft Robert selig ein, Evelyn nimmt dessen Geld und stiehlt sich davon. Kapitän Philipp nimmt die Banknoten entgegen und bezahlt damit seine schiffseigenen Erpresser. Evelyn plagen jedoch bald Gewissensbisse. Sie hat erfahren, dass Robert ganz und gar nicht so wohlhabend ist, wie bislang alle glaubten. Vielmehr hat er das Geld aus der Bankfiliale gestohlen, um sich damit seine Träume von der großen, weiten Welt zu erfüllen. Sollte er das Geld nicht zurückzahlen, so könnte sein zukünftiger Lebensweg dem von Carlos ähneln. Evelyn kehrt zu dem „Lolita“-Kapitän zurück und bittet um das von ihr überreichte Banknotenbündel. Wider Erwarten lässt sich der alternde Seebär, der einen Narren an Evelyn gefressen hat, in einem Moment erwachender Anständigkeit auf diese Forderung ein. Jetzt aber geraten die Dinge in Bewegung. Carlos greift ein, es kommt zu einem Handgemenge mit Philipp, den Carlos erschießt, und einem weiteren Schusswechsel. Von einer fehlgeleiteten Kugel aus dem Revolver von Carlos sinkt Evelyn tödlich getroffen zusammen. Robert ist indessen mit der wiedererlangten Barschaft bereits auf dem Heimweg, um „seiner“ Bank das gestohlene Geld zurückzugeben. Jetzt, so glaubt er, stehe einer gemeinsamen Zukunft mit Traumfrau Evelyn nichts mehr im Wege.

## Produktionsnotizen
Der Satan lockt mit Liebe, ein wie Rudolf Jugerts erste film-noir-Inszenierung Nachts auf den Straßen von 1951 überwiegend nachts spielendes Schwarz-weiß-Drama ohne Happy-End, entstand im Winter 1959/60 im Atelier München-Türkenstraße und war Belinda Lees letzter deutscher Film. Er passierte die FSK-Prüfung am 28. März 1960 und wurde am 31. März 1960 in Nürnberg (Admiral) uraufgeführt.
Die Produktionsleitung übernahm Ludwig Spitaler. Die Bauten entwarf Max Seefelder, dessen letzte deutsche Kinoproduktion dies war. Nebendarstellerin Dorothee Parker war die Lebensgefährtin (und spätere Ehefrau) des Produzenten Wolf C. Hartwig.
Regisseur Jugert hatte wenige Monate zuvor mit Belinda Lee auch das Melodram Die Wahrheit über Rosemarie gedreht. Lees Gesangseinlage mit Lippenbewegungen auf Deutsch wurde jedoch offensichtlich von einer ausgebildeten Sängerin (mit Deutsch als Muttersprache) eingesungen.
Manche Passagen wurden auf Deutsch, manche auf Englisch (deutsch nachsynchronisiert) gedreht.

## Kritik
„In südlicher Hafenstadt sucht ein ausgebrochener Zuchthäusler Schiffsboden zu gewinnen, um abzudampfen. Wie ihm das gründlich mißlingt, ergibt Inhalt und Spannung dieses sauber abspulenden Kriminalfilms von Rudolf Jugert. Zwischen einer Freundin aus dem Tingeltangel (Belinda Lee, rassig und schön), einem kreuzbraven Kapitän (Heinz Engelmann, sehr sympatisch) und einem jungen Toren von Liebhaber (Joachim Hansen, angenehm dezent) hat der Gangster Ivan Desny leichtes Spiel, den Satan herauszukehren und dem Titel wenigstens einige Berechtigung zu geben. Bemerkenswert der Schluß. Er ist ohne Happy-End.“

In Filme 1959/61 ist Folgendes zu lesen: „Unerquickliche Gangstergeschichte mit aufgesetzter Läuterungstendenz.“